# Szpilka do krawata

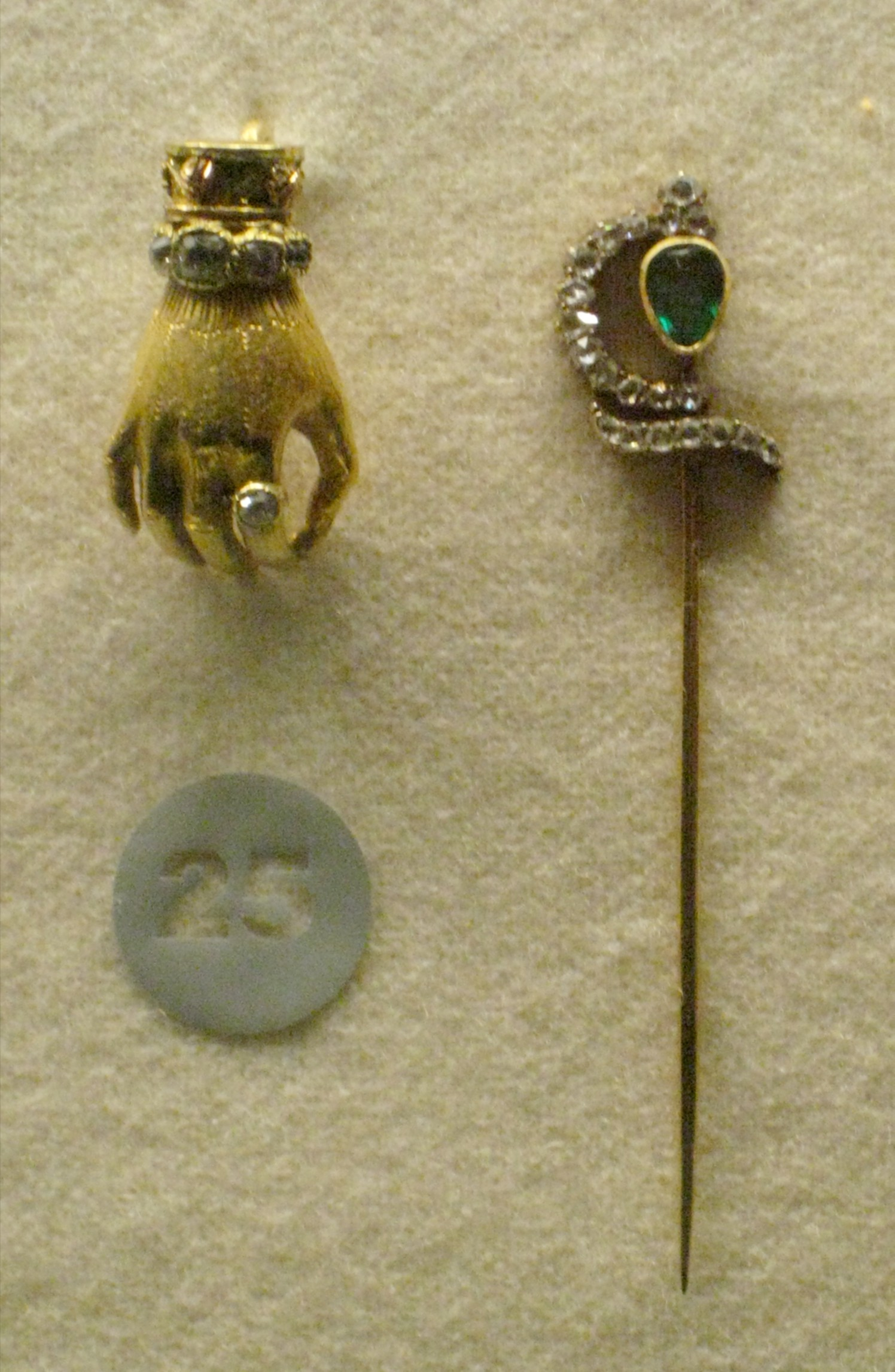
Szpilka do krawata

Szpilka do krawata – element biżuterii męskiej, służący ozdobie krawata. Składa się z długiej szpili i ozdobnej główki. Może być niekiedy noszona przez kobiety, jako ozdoba klapy żakietu.
Szpilka do krawata powinna być umieszczona na wysokości pomiędzy trzecim a czwartym guzikiem koszuli. Jej wysunięciu zapobiega spiralne rowkowanie umieszczone pośrodku szpili (to rozwiązanie zostało opracowane przez jubilerów w XIX wieku).
Pierwsze, XVII-wieczne szpilki do krawata zdobione były jedynie kamieniami ozdobnymi. W XIX wieku powstawały bardziej wyszukane szpilki – na ich główkach umieszczano kamee lub odwrócone intaglio w krysztale (rzeźbiony element wyglądał jak uwięziony w krysztale), a także rozmaite inne zdobienia. Popularny był np. motyw węża lub motywy powiązane z polowaniem (np. bażanty, lisy, jelenie), a od końca XIX wieku także motywy sportowe (piłki, wędki itp.) oraz kunsztownie wykonane motywy mitologiczne czy groteskowe stwory. W epoce wiktoriańskiej szpilki do krawata mogły pełnić również funkcję popularnej ówcześnie biżuterii żałobnej. Na główkach umieszczano wtedy stosowne dekoracje, np. wierzby płaczące czy urny.
Na początku XX wieku szpilki ponownie stały się oszczędniejsze w stylu – główka uległa zmniejszeniu, a zdobiono ją najczęściej pojedynczym klejnotem lub perłą. Z kolei w okresie art déco pojawiły się wzory geometryczne.